# Кукк, Юлле Виллемовна
Ю́лле Ви́ллемовна Кукк (эст. Ülle Kukk, род. 18 ноября 1937, Тарту) — эстонский ботаник и эколог.

## Биография
Окончила в 1960 году Тартуский государственный университет, работала в Институте экспериментальной биологии Академии наук Эстонской ССР. С 1965 по 1975 годы — сотрудница Таллинского ботанического сада, с 1976 по 1996 годы работала в Институте лесного хозяйства Эстонской ССР (ныне Сельскохозяйственный институт), с 1996 года работает в Институте охраны окружающей среды Эстонского университета наук о жизни.
Исследования Кукк посвящены охраняемым в Эстонии растениям. Она участвовала в организации мер по защите редких и охраняемых растений и занималась также их мониторингом. Является основателем и членом совета Эстонского клуба по охране орхидей. Входит в экспертную группу по флоре Бернской конвенции по сохранению дикой природы Европы, соавтор Красной книги Эстонии 1998 года
Замужем за ботаником Эрихом Кукком.

## Избранные публикации
- Перспективные для озеленения травянистые виды местной флоры и возможности их использования в Эстонской ССР: автореферат… кандидата биологических наук (03.00.05) / Юлле Кукк ; Академия наук Эстонской ССР. — Таллин : Академия наук Эстонской ССР, 1973.
- Pilt, Indrek; Kukk, Ülle (December 2002) [2002]. «Pulsatilla patens and Pulsatilla pratensis (Ranunculaceae) in Estonia: distribution and ecology.» Proceedings of the Estonian Academy of Sciences, Biology and Ecology. 51: 242—256. Retrieved 9 December 2010.
- Kukk, Ülle (2003). «The distribution of Ligularia sibirica (L.) Cass. in Estonia and changes in its population.» (PDF). Biuletyn Ogrodów Botanicznych. 12: 11-22. Retrieved 10 December 2010.
- Кукк, Юлле. Интересные растения Сетумаа // Горизонты Эстонии (2009) с. 40-43